# Georges-Yves Kervern
Pour les articles homonymes, voir Kervern.
Georges-Yves Kervern (1935-2008) est un ingénieur, industriel et chercheur français. Son nom reste attaché aux cindyniques, en tant que directeur du projet Cindynopolis.

## Formation
Georges-Yves Kervern est ancien élève de l'École polytechnique (X 1955), puis de l'École nationale supérieure des mines de Paris en tant qu'ingénieur-élève du Corps des mines. 
Diplômé de l'Institut d'études politiques de Paris 9, où il sera maître de conférences de 1968 à 1971.

## Carrière
- Ministère de l'industrie (1961-1968) service des minerais et métaux, puis cabinet du Ministre ;
- Groupe Péchiney (1968-1986) directeur à la direction générale, puis président de Tréfimétaux (1976), puis président d'Aluminium Péchiney (1980) et de Cégédur. En 1971, Pierre Jouven, président de Péchiney, confie à Kervern la direction d'une équipe de cadres de Péchiney chargée de discuter avec son homologue d'Ugine-Kuhlmann pour préparer la fusion des deux sociétés qui aboutit à la création du groupe PUK[4] ;
- Création de X-Europe[5] en 1989 ;* Conseiller du président puis Directeur Général Adjoint, Union des Assurances de Paris (UAP) (1989-1995);
- Georges-Yves Kervern est l'inventeur des Cindyniques et fondateur de Assurland.com (1996-1999) ; il dirige la Fondation Sophia-Antipolis (1996-1997), préside l'association des villes numérisées (1997-1998). À partir de 1997, il est membre du Comité national d'évaluation de la recherche (domaines économique, social, culturel, scientifique et technique).